# Les Sablons (metropolitana di Parigi)
Les Sablons è una stazione della linea 1 della metropolitana di Parigi.
Serve il comune di Neuilly-sur-Seine.

## Storia
Prende il nome dalla Plaine des Sablons, così chiamata perché lì veniva estratta la sabbia per le costruzioni. I pannelli che indicano il nome della stazione hanno ancora la dicitura "Jardin d'Acclimatation" sulla seconda riga, a causa del vicino giardino.
Re Luigi XVI assegnò una piccola area di terreno sabbioso della tenuta del Château de la Muette a les Sablons ad Antoine Parmentier per dimostrare la possibilità di crescita delle patate, precedentemente non considerate sicure per il consumo da parte dell'uomo in Europa, al di fuori dell'Irlanda. Erano considerate come una delle cause della leprosia. Parmentier ingaggiò una serie di persone che facessero pubblicità e portassero all'accettazione delle patate in Francia e in seguito in tutta Europa.
La stazione fu aperta nel 1937 quando la linea 1 fu estesa da Porte Maillot a Pont de Neuilly.